# Laretia acaulis
Laretia es un género monotípico de planta herbácea perteneciente a la familia Apiaceae.  Su única especie: Laretia acaulis, es originaria de Chile y Argentina.

## Descripción
Son hierbas perennifolias de muy lento crecimiento, cespitosas. Tiene las hojas simples de hasta 2.5 cm de largo que son resinosas y aromáticas. Las flores de color amarillo con 5 pétalos, alcanzan un tamaño de 4 cm. El fruto de 1 cm de largo, son dos esquizocarpos secos.

## Propiedades
Laretia acaulis, es utilizada como planta medicinal.

## Taxonomía
Laretia acaulis fue descrita por  (Cav.) Gillies & Hook. y publicado en Botanical Miscellany 1: 329. 1830.
Sinonimia
- Huanaca spananthe (Willd.) Vela ex Lag. basónimo [3]